# 13. Arany Málna-gála
A 13. Arany Málna-gálán (Razzies) – az Oscar-díj-átadó paródiájaként – az amerikai filmipar 1992. évi legrosszabb alkotásait, illetve alkotóit díjazták kilenc kategóriában. A díjazottak megnevezésére 1993. március 28-án, a 65. Oscar-gála előtti estén került sor a Hollywood Roosevelt Hotel „Oscar” termében.
Az 1993. évi díjakra a legtöbb jelölést Mick Jackson romantikus szerelmi története, a Több mint testőr (7 jelölés), valamint John Glen kalandfilmje, a Kolumbusz, a felfedező kapta (6 jelölés 1 díj), azonban az „igazi nyertes” Roger Spottiswoode akció-vígjátéka, az Állj, vagy lő a mamám! (3 jelölésből 3 díj) és David Seltzer romantikus drámája, a Felhők közül a nap (5 jelölésből 3 díj) lett. Színészek közül díjazták Melanie Griffith és Sylvester Stallone játékát, de a jelöltek között olyan további nevek találhatók, mint Kim Basinger, Marlon Brando, Kevin Costner, Danny DeVito, Michael Douglas, Robert Duvall, Whitney Houston vagy Jack Nicholson.
A Kolumbusz, a felfedező című kalandfilm II. Ferdinánd spanyol király szerepében nyújtott alakításáért Tom Sellecknek ítélték a legrosszabb férfi mellékszereplő díjat. Selleck a Fox tévé The Chevy Chase Show című műsorában viccből kérte, hogy adják is át neki a díjat. Miután az élőadásban Chevy Chase átnyújtotta, Selleck megköszönte, és megkérte a stúdió közönségét, hogy csúfolják ki, „fújjanak neki málnát”.
Jack Feldman 2016-ban végül is elkérte a neki ítélt díjat. A trófeát a film színpadi adaptálásáért kapott Tony-díja mellé tette. Szerzőtársa, Alan Menken zeneszerző ugyan nem vette át a trófeát, de büszkén emlegette Arany Málnáját, főleg azért, mert az Aladdin című rajzfilm dalainak komponálásáért ugyanazon a héten vehette át a legjobb eredeti filmzenének odaítélt Oscar-díjat.

## Díjazottak és jelöltek
| „Győztes” |

| Kategória                        | „Győztesek” és jelöltek                                                                                      |
| -------------------------------- | --- |
| Legrosszabb film                 | Felhők közül a nap, producer: Howard Rosenman és Carol Baum (20th Century Fox)                               |
| Legrosszabb film                 | Több mint testőr, producer: Lawrence Kasdan, Jim Wilson és Kevin Costner (Warner Bros.)                      |
| Legrosszabb film                 | Kolumbusz, a felfedező, producer: Ilya Salkind (Warner Bros.)                                                |
| Legrosszabb film                 | Dermesztő szenvedélyek, producer: Charles Roven, Paul Junger Witt és Tony Thomas (Warner Bros.)              |
| Legrosszabb film                 | Rikkancsok, producer: Michael Fiunnell (Walt Disney Pictures)                                                |
| Legrosszabb férfi főszereplő     | Sylvester Stallone – Állj, vagy lő a mamám!                                                                  |
| Legrosszabb férfi főszereplő     | Kevin Costner – Több mint testőr                                                                             |
| Legrosszabb férfi főszereplő     | Michael Douglas – Elemi ösztön és Felhők közül a nap                                                         |
| Legrosszabb férfi főszereplő     | Jack Nicholson – Hoffa és Zűrös manus                                                                        |
| Legrosszabb férfi főszereplő     | Tom Selleck – Dilis bagázs                                                                                   |
| Legrosszabb női főszereplő       | Melanie Griffith – Felhők közül a nap és Idegen közöttünk                                                    |
| Legrosszabb női főszereplő       | Kim Basinger – Huncut világ és Dermesztő szenvedélyek                                                        |
| Legrosszabb női főszereplő       | Lorraine Bracco – Medicine Man és Vérvörös rúzsnyomok                                                        |
| Legrosszabb női főszereplő       | Whitney Houston – Több mint testőr                                                                           |
| Legrosszabb női főszereplő       | Sean Young – Szerelmi bűntények                                                                              |
| Legrosszabb férfi mellékszereplő | Tom Selleck – Kolumbusz, a felfedező                                                                         |
| Legrosszabb férfi mellékszereplő | Alan Alda – Suttogások a sötétben                                                                            |
| Legrosszabb férfi mellékszereplő | Marlon Brando – Kolumbusz, a felfedező                                                                       |
| Legrosszabb férfi mellékszereplő | Danny DeVito – Batman visszatér                                                                              |
| Legrosszabb férfi mellékszereplő | Robert Duvall – Rikkancsok                                                                                   |
| Legrosszabb női mellékszereplő   | Estelle Getty – Állj, vagy lő a mamám!                                                                       |
| Legrosszabb női mellékszereplő   | Ann-Margret – Rikkancsok                                                                                     |
| Legrosszabb női mellékszereplő   | Tracy Pollan – Idegen közöttünk                                                                              |
| Legrosszabb női mellékszereplő   | Jeanne Tripplehorn – Elemi ösztön                                                                            |
| Legrosszabb női mellékszereplő   | Sean Young – Volt egyszer egy gyilkosság                                                                     |
| Legrosszabb rendező              | David Seltzer – Felhők közül a nap                                                                           |
| Legrosszabb rendező              | Danny DeVito – Hoffa                                                                                         |
| Legrosszabb rendező              | John Glen – Kolumbusz, a felfedező                                                                           |
| Legrosszabb rendező              | Barry Levinson – Játékszerek                                                                                 |
| Legrosszabb rendező              | Kenny Ortega – Rikkancsok                                                                                    |
| Legrosszabb forgatókönyv         | Állj, vagy lő a mamám!, írta: Blake Snyder, William Osborne és William Davies                                |
| Legrosszabb forgatókönyv         | Több mint testőr, írta: Lawrence Kasdan                                                                      |
| Legrosszabb forgatókönyv         | Kolumbusz, a felfedező, forgatókönyv: John Briley, Cary Bates és Mario Puzo                                  |
| Legrosszabb forgatókönyv         | Dermesztő szenvedélyek, forgatókönyv: Wesley Strick, Robert H. Berger és Strick ötlete alapján               |
| Legrosszabb forgatókönyv         | Felhők közül a nap, forgatókönyv: David Seltzer, Susan Isaacs regénye alapján                                |
| Legrosszabb új sztár             | Pauly Shore – Kőbunkó                                                                                        |
| Legrosszabb új sztár             | Georges Corraface – Kolumbusz, a felfedező                                                                   |
| Legrosszabb új sztár             | Kevin Costner kefefrizurája – Több mint testőr                                                               |
| Legrosszabb új sztár             | Whitney Houston – Több mint testőr                                                                           |
| Legrosszabb új sztár             | Sharon Stone „tisztelettel adózása Theodore Cleaver alakjának” – Elemi ösztön                                |
| Legrosszabb „eredeti” dal        | Rikkancsok „High Times, Hard Times” című dala, zene: Alan Menken, szöveg: Jack Feldman                       |
| Legrosszabb „eredeti” dal        | Túl az Óperencián „Book of Days” című dala, zene: Enya, szöveg: Roma Ryan                                    |
| Legrosszabb „eredeti” dal        | Több mint testőr „Queen of the Night” című dala, írta: Whitney Houston, L.A. Reid, Babyface és Daryl Simmons |

## A kategóriákban előforduló filmek
| Jelölés | Díj | Magyar cím                  | Eredeti cím                         |
| ------- | --- | --------------------------- | ----------------------------------- |
| 7       | 0   | Több mint testőr            | The Bodyguard                       |
| 6       | 0   | Kolumbusz, a felfedező      | Christopher Columbus: The Discovery |
| 5       | 3   | Felhők közül a nap          | Shining Through                     |
| 5       | 1   | Rikkancsok                  | Newsies                             |
| 3       | 3   | Állj, vagy lő a mamám!      | Stop! Or My Mom Will Shoot          |
| 3       | 0   | Dermesztő szenvedélyek      | Final Analysis                      |
| 3       | 0   | Elemi ösztön                | Basic Instinct                      |
| 2       | 1   | Idegen közöttünk            | A Stranger Among Us                 |
| 2       | 0   | Hoffa                       | Hoffa                               |
| 1       | 1   | Kőbunkó                     | Encino Man                          |
| 1       | 0   | Batman visszatér            | Batman Returns                      |
| 1       | 0   | Dilis bagázs                | Folks!                              |
| 1       | 0   | Huncut világ                | Cool World                          |
| 1       | 0   | Játékszerek                 | Toys                                |
| 1       | 0   | Medicine Man                | Medicine Man                        |
| 1       | 0   | Suttogások a sötétben       | Whispers in the Dark                |
| 1       | 0   | Szerelmi bűntények          | Love Crimes                         |
| 1       | 0   | Túl az Óperencián           | Far and Away                        |
| 1       | 0   | Vérvörös rúzsnyomok         | Traces of Red                       |
| 1       | 0   | Volt egyszer egy gyilkosság | Once Upon a Crime                   |
| 1       | 0   | Zűrös manus                 | Man Trouble                         |